# هاري إل. ماينارد
هاري إل. ماينارد (بالإنجليزية: Harry L. Maynard)‏ هو سياسي أمريكي، ولد في 8 يونيو 1861 في الولايات المتحدة، وتوفي في 23 أكتوبر 1922 في نفس البلد. حزبياً، نشط في الحزب الديمقراطي. وقد انتخب عضو مجلس نواب الولايات المتحدة عن ولاية فرجينيا وانتخب عضو مجلس النواب الأمريكي.